# Ecuațiile Navier–Stokes mediate Reynolds
În dinamica fluidelor și teoria turbulenței ecuațiile Navier–Stokes mediate Reynolds (în engleză Reynolds-averaged Navier–Stokes equations – RANS) ecuațiile de mișcare pentru curgerea fluidelor sunt mediate în timp. Ideea de bază este descompunerea Reynolds, prin care o mărime fizică instantanee este descompusă în mărimile sale mediate în timp și fluctuațiile lor, o idee propusă pentru prima dată de Osborne Reynolds. Ecuațiile RANS sunt utilizate în principal pentru a descrie curgerile turbulente. Aceste ecuații pot fi utilizate cu aproximări bazate pe cunoașterea proprietăților turbulenței curgerii pentru a oferi soluții aproximative, medii în timp, pentru ecuațiile Navier-Stokes. Pentru o curgere staționară a unui fluid newtonian incompresibil, aceste ecuații pot fi scrise folosind notația Einstein⁠(d) în coordonate carteziene ca:
{\displaystyle \rho {\bar {u}}_{j}{\frac {\partial {\bar {u}}_{i}}{\partial x_{j}}}=\rho {\bar {f}}_{i}+{\frac {\partial }{\partial x_{j}}}\left[-{\bar {p}}\delta _{ij}+\mu \left({\frac {\partial {\bar {u}}_{i}}{\partial x_{j}}}+{\frac {\partial {\bar {u}}_{j}}{\partial x_{i}}}\right)-\rho {\overline {u_{i}^{\prime }u_{j}^{\prime }}}\right]}
Membrul stâng al acestei ecuații reprezintă modificarea impulsului mediu al unui element fluid datorită instabilității în curgerea medie și a convecției din curgerea medie. Această modificare este echilibrată (v. membrul drept) de forța de volum medie, tensiunea izotropă datorată câmpului de presiune medie, tensiunile viscoase și tensiunea aparentă {\displaystyle \left(-\rho {\overline {u_{i}^{\prime }u_{j}^{\prime }}}\right)} datorată câmpului de viteze fluctuant, denumită în general tensiune Reynolds. Acest termen de tensiune Reynolds neliniar necesită o modelare suplimentară pentru a închide ecuația RANS și a condus la crearea multor modele de turbulență diferite. Operatorul de mediere temporală, {\displaystyle {\overline {^{\ \ }}},} este un operator Reynolds⁠(d).

## Obținerea ecuațiilor RANS
Instrumentul de bază necesar pentru obținerea ecuațiilor RANS din ecuațiile Navier–Stokes instantanee este descompunerea Reynolds. Descompunerea Reynolds se referă la separarea variabilei de curgere (cum ar fi viteza {\displaystyle u}) în componenta medie (mediată în timp) ({\displaystyle {\overline {u}}}) și componenta fluctuantă ({\displaystyle u^{\prime }}). Deoarece operatorul de medie este un operator Reynolds, acesta are un set de proprietăți. Una dintre aceste proprietăți este că media mărimii fluctuante {\displaystyle ({\bar {u'}})} este egală cu zero. Unii autori preferă să folosească {\displaystyle U} în loc de {\displaystyle {\bar {u}}} pentru termenul mediu (deoarece uneori se folosește o bară superioară pentru a reprezenta un vector). În acest caz, termenul fluctuant {\displaystyle u^{\prime }} este reprezentat prin {\displaystyle u}. Acest lucru este posibil deoarece cei doi termeni nu apar simultan în aceeași ecuație. Pentru a evita confuziile, se vor folosi notațiile {\displaystyle u}, {\displaystyle {\bar {u}}} și {\displaystyle u'} pentru a reprezenta termenii instantaneu, mediu și, respectiv, fluctuant.
Proprietățile operatorilor Reynolds sunt utile în obținerea ecuațiilor RANS. Folosind aceste proprietăți, ecuațiile de mișcare Navier-Stokes, exprimate în notație tensorială, sunt (pentru un fluid newtonian incompresibil):
{\displaystyle {\frac {\partial u_{i}}{\partial x_{i}}}=0}
{\displaystyle {\frac {\partial u_{i}}{\partial t}}+u_{j}{\frac {\partial u_{i}}{\partial x_{j}}}=f_{i}-{\frac {1}{\rho }}{\frac {\partial p}{\partial x_{i}}}+\nu {\frac {\partial ^{2}u_{i}}{\partial x_{j}\partial x_{j}}}}
unde {\displaystyle f_{i}} este vectorul reprezentând forțele exterioare.
Apoi, fiecare mărime instantanee poate fi descompusă în componente mediate în timp și componente fluctuante, iar ecuația rezultată poate fi mediată în timp, pentru a obține:
{\displaystyle {\frac {\partial {\bar {u}}_{i}}{\partial x_{i}}}=0}
{\displaystyle {\frac {\partial {\bar {u}}_{i}}{\partial t}}+{\bar {u}}_{j}{\frac {\partial {\bar {u}}_{i}}{\partial x_{j}}}+{\overline {u_{j}^{\prime }{\frac {\partial u_{i}^{\prime }}{\partial x_{j}}}}}={\bar {f}}_{i}-{\frac {1}{\rho }}{\frac {\partial {\bar {p}}}{\partial x_{i}}}+\nu {\frac {\partial ^{2}{\bar {u}}_{i}}{\partial x_{j}\partial x_{j}}}}
Ecuația impulsului se poate scrie:
{\displaystyle {\frac {\partial {\bar {u}}_{i}}{\partial t}}+{\bar {u}}_{j}{\frac {\partial {\bar {u}}_{i}}{\partial x_{j}}}={\bar {f}}_{i}-{\frac {1}{\rho }}{\frac {\partial {\bar {p}}}{\partial x_{i}}}+\nu {\frac {\partial ^{2}{\bar {u}}_{i}}{\partial x_{j}\partial x_{j}}}-{\frac {\partial {\overline {u_{i}^{\prime }u_{j}^{\prime }}}}{\partial x_{j}}}.}
În continuare se obține:
{\displaystyle \rho {\frac {\partial {\bar {u}}_{i}}{\partial t}}+\rho {\bar {u}}_{j}{\frac {\partial {\bar {u}}_{i}}{\partial x_{j}}}=\rho {\bar {f}}_{i}+{\frac {\partial }{\partial x_{j}}}\left[-{\bar {p}}\delta _{ij}+2\mu {\bar {S}}_{ij}-\rho {\overline {u_{i}^{\prime }u_{j}^{\prime }}}\right]}
unde {\displaystyle {\bar {S}}_{ij}={\frac {1}{2}}\left({\frac {\partial {\bar {u}}_{i}}{\partial x_{j}}}+{\frac {\partial {\bar {u}}_{j}}{\partial x_{i}}}\right)} este rata medie a tensorului deformației.
În final, deoarece integrarea în timp elimină dependența de timp a termenilor rezultanți, derivata temporală⁠(d) trebuie eliminată, rămânând:
{\displaystyle \rho {\bar {u}}_{j}{\frac {\partial {\bar {u}}_{i}}{\partial x_{j}}}=\rho {\bar {f_{i}}}+{\frac {\partial }{\partial x_{j}}}\left[-{\bar {p}}\delta _{ij}+2\mu {\bar {S}}_{ij}-\rho {\overline {u_{i}^{\prime }u_{j}^{\prime }}}\right].}

## Ecuațiile tensiunilor Reynolds
Ecuația evoluției în timp a tensiunilor Reynolds este dată de:
{\displaystyle {\frac {\partial {\overline {u_{i}^{\prime }u_{j}^{\prime }}}}{\partial t}}+{\bar {u}}_{k}{\frac {\partial {\overline {u_{i}^{\prime }u_{j}^{\prime }}}}{\partial x_{k}}}=-{\overline {u_{i}^{\prime }u_{k}^{\prime }}}{\frac {\partial {\bar {u}}_{j}}{\partial x_{k}}}-{\overline {u_{j}^{\prime }u_{k}^{\prime }}}{\frac {\partial {\bar {u}}_{i}}{\partial x_{k}}}+{\overline {{\frac {p^{\prime }}{\rho }}\left({\frac {\partial u_{i}^{\prime }}{\partial x_{j}}}+{\frac {\partial u_{j}^{\prime }}{\partial x_{i}}}\right)}}-{\frac {\partial }{\partial x_{k}}}\left({\overline {u_{i}^{\prime }u_{j}^{\prime }u_{k}^{\prime }}}+{\frac {\overline {p^{\prime }u_{i}^{\prime }}}{\rho }}\delta _{jk}+{\frac {\overline {p^{\prime }u_{j}^{\prime }}}{\rho }}\delta _{ik}-\nu {\frac {\partial {\overline {u_{i}^{\prime }u_{j}^{\prime }}}}{\partial x_{k}}}\right)-2\nu {\overline {{\frac {\partial u_{i}^{\prime }}{\partial x_{k}}}{\frac {\partial u_{j}^{\prime }}{\partial x_{k}}}}}}
Această ecuație este foarte complicată. Urma lui {\displaystyle {\overline {u_{i}^{\prime }u_{j}^{\prime }}}} este energia cinetică turbulentă.
Ultimul termen, {\displaystyle \nu {\overline {{\frac {\partial u_{i}^{\prime }}{\partial x_{k}}}{\frac {\partial u_{j}^{\prime }}{\partial x_{k}}}}},} este rata disipării turbulente. Toate modelele RANS se bazează pe ecuația precedentă.

## Aplicații (modelări RANS)
- S-a stabilit că un model pentru testarea performanței, combinat cu rețeaua vârtejurilor (VLM⁠(d)) sau cu metoda elementelor de frontieră⁠(d) (BEM), RANS s-a dovedit util pentru modelarea curgerii apei între două elice contrarotative, unde VLM sau BEM sunt aplicate elicelor, iar RANS este utilizat pentru zona dintre elice.[4]
- Ecuațiile RANS au fost utilizate pe scară largă ca model pentru determinarea caracteristicilor de curgere și evaluarea confortului vântului în mediile urbane. Această abordare numerică poate fi efectuată prin calcule directe care cer soluționarea ecuațiilor RANS sau printr-o metodă indirectă bazată pe algoritmi de învățare automată care folosesc ecuațiile RANS ca bază. Abordarea directă este mai precisă decât abordarea indirectă, dar necesită experiență în metode numerice și mecanica fluidelor numerică, precum și resurse de calcul substanțiale pentru a gestiona complexitatea ecuațiilor.[5]